# Ricardo Alberto Medeiros Chaves
Ricardo Alberto Medeiros Chaves  (Valpaços;Vila Real, 27 de Outubro de 1977) é um futebolista português que joga habitualmente a médio.
Já actuou em vários clubes do campeonato português. No final da época 2008/2009 deixou o Vitória Futebol Clube, tendo assinado pelo Rio Ave por uma temporada.